# ولکه هوشتیتسه
ولکه هوشتیتسه (به چکی: Velké Hoštice) یک منطقهٔ مسکونی در جمهوری چک است که در شهرستان اوپاوا واقع شده‌است.
 ولکه هوشتیتسه  ۱٬۷۸۶ نفر جمعیت دارد.